# Allium sinaiticum
Allium sinaiticum är en amaryllisväxtart som beskrevs av Pierre Edmond Boissier. Allium sinaiticum ingår i släktet lökar, och familjen amaryllisväxter. Inga underarter finns listade i Catalogue of Life.